# Gastrolobium latifolium
Gastrolobium latifolium là một loài thực vật có hoa trong họ Đậu. Loài này được (R. Br.) G. Chandler & Crisp mô tả khoa học đầu tiên năm 2002.